# Monsourou
Monsourou ist ein Arrondissement im Departement Zou im westafrikanischen Staat Benin. Es ist eine Verwaltungseinheit, die der Gerichtsbarkeit der Kommune Djidja untersteht.

## Demografie und Verwaltung
Gemäß der Volkszählung 2013 des beninischen Statistikamtes INSAE hatte das Arrondissement 14.585 Einwohner, davon waren 7198 männlich und 7387 weiblich.
Von den 95 Dörfern und Quartieren der Kommune Djidja entfallen neun auf Monsourou:
1. Amakpa
2. Fonkpodji
3. Gounoukouin
4. Katakènon
5. Kohougon
6. Kougbadji
7. Lobeta
8. Monsourou
9. Yagbanougon